# Julio Flórez
Julio Flórez (Chiquinquirá, 22 maggio 1867 – Bogotà, 7 febbraio 1923) è stato un poeta colombiano.
Uno dei più popolari poeti romantici della sua epoca.

## Biografia

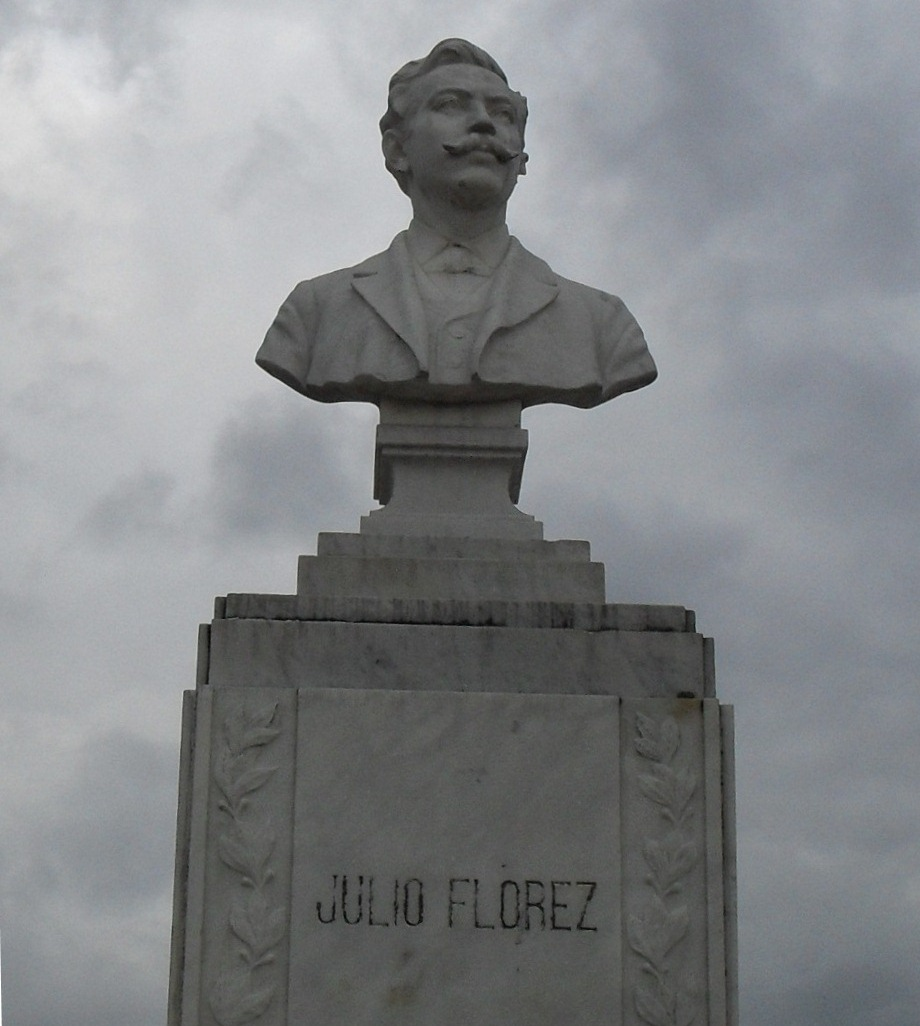
Busto di Julio Flórez

Figlio del medico e pedagogo liberale Policarpo María Flórez, presidente dell’Estado Soberano de Boyacá, e di Dolores Roa de Flórez. Suo padre era un assiduo lettore di Victor Hugo.
Dopo aver iniziato i suoi studi presso la sua città natale, Flórez si trasferì nel 1879 dapprima a Santander dove frequentò il Collegio Ufficiale retto dal padre e poi a Bogotà, dove cominciò i suoi studi letterari presso il Colegio Mayor de Nuestra Señora del Rosario, interrotti a causa della guerra civile in atto. Si laureò in Ingegneria presso la Escuela Superior de Ingeniería Civil y Militar di Bogotà.
Il suo debutto letterario coincise con una sua recita al teatro Colón de Colombia, quando all'età di sedici anni recitò uno scritto intitolato Oda a Victor Hugo.
Flórez frequentò i circoli intellettuali della città, dove strinse amicizia con i più importanti poeti dell'epoca, come Candelario Obeso e José Asunción Silva: il primo era discriminato per il suo colore della pelle e finì suicida nel 1884, e alla sua memoria Florez recitò versi toccanti ed emozionanti.
Due anni dopo il nome di Flórez apparve tra quelli dei poeti più significativi nell'antologia poetica La Lira Nueva, pubblicata da José María Rivas Groot, prima affermazione di una generazione di transizione, formatasi sui modelli romantici francesi e spagnoli, ma animata anche da una volontà di rinnovamento, e da essa infatti uscirà uno dei fondatori del Modernismo ispanoamericano José Asunción Silva. Amico e coetaneo di Silva, Flórez non ne seguì del tutto le orme, restando sostanzialmente fedele ai modelli romantici; questo fatto giustifica la grande popolarità che circondò la sua poesia, diversamente di quella di Silva, più insolita e difficile da comprendere.

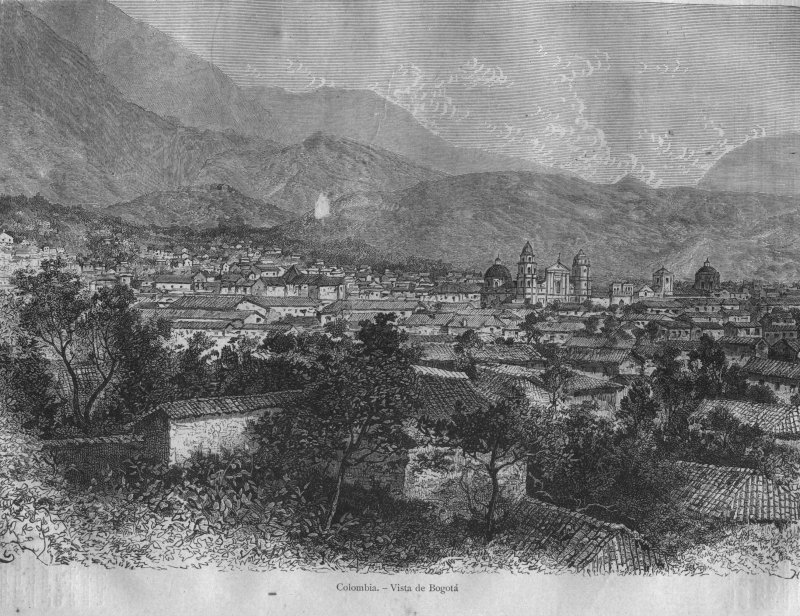
Bogotà verso la fine del secolo XIX.

Ma sia il suo carattere da bohémien sia i contenuti delle sue prime opere lo segnalarono alle autorità colombiane come sacrilego, blasfemo e apostata e nel 1904 il generale Rafael Reyes gli consigliò di abbandonare il Paese e quindi il poeta si avventurò in un tour nel centro e sud America, passando dal Venezuela e finendo per sistemarsi in Messico.
Ma i tempi cambiarono e tre anni dopo, lo stesso Reyes, gli affidò incarichi diplomatici in Europa, più precisamente in Spagnae in Francia, dove il poeta ebbe modo di conoscere molti dei suoi più validi ed affermati colleghi continentali, come Emilia Pardo Bazán, Francisco Villaespesa, Rubén Darío, José Santos Chocano, José María Vargas Vila e Amado Nervo.
Qui ebbe numerosi contatti con i Modernisti, dai quali ricevette lezioni di rigore stilistico e di eleganza espressiva e divenne uno dei più assidui collaboratori del loro organo ufficiale colombiano, la Revista Gris di Max Grillo, e in più di una lirica si ispirò alla loro tematica, ma già nelle sue prime opere, da Horas il suo primo libro del 1893, a Carlos y lirios del 1905, da La Araña (1905) pubblicate in Venezuela, da Manojo de zarzas e Cesta de lotos del 1906, pubblicate a San Salvador, alla più vasta raccolta  Fronda lírica, pubblicata a Madrid nel 1908, e infine a  Gotas de ajenjo (Barcellona, 1909), le sue poesie rivelarono un profondo pessimismo, motivato anche dalla difficile situazione storica del suo Paese, in cui apparve più evidente l'influenza simbolista, sia per l'esuberanza del suo linguaggio, per la melodiosità della versificazione, per la continua ricerca di effetti sonori, per una certa povertà intellettuale (amore e morte furono i due soli temi dominanti). Quindi Flórez si dimostrò uno degli ultimi "cavalieri erranti del romanticismo" (Arango Ferrer) e anche "l'ultimo becqueriano".
Da ricordare anche il poema eroico De pie los muertos! composto in onore della Francia nel 1914-1917 e descrivente il tema della prima guerra mondiale, e le liriche postume raccolte in Oro y ébano, uscite nel 1943.
Sposato con Petrona, con rito religioso solamente nel 1922, una volta terminato l'ostracismo della Chiesa cattolica, non disdegnò occuparsi di lavori agricoli pur di mantenere la famiglia.
Fu incoronato nel 1923 dalla società, dalla cultura e dal governo come poeta nazionale.

## Opere
Fonte
- Horas: (Bogotà, casa editrice J.J. Pérez, 1893).
- Cardos y lírios: (Venezuela, Tipografía Herrera Irigoyen & Cía, 1905).
- Cesta de lotos: (San Salvador, Imprenta Nacional, 1906).
- Manojo de zarzas: (San Salvador, Imprenta Nacional, 1906).
- Fronda lírica : (Madrid, Balgañón y Moreno, 1908).
- Gotas de ajenjo: (Barcelona, casa editrice Henrich y Cía, 1909).
- Flecha Roja: (Cartagena, Talleres de Araujo. Sin fecha).
- ¡De pie los muertos! (Barranquilla, Tipografía Mogollón, 1917).
- Fronda lírica (Poemas): (2.ª edizione, Barranquilla, Tipografía Mogollón, 1922).
- Oro y ébano: (Bogotà, editrice ABC, 1943. Opera postuma).